# Em Thúy
Em Thúy là một bức tranh sơn dầu do họa sĩ Trần Văn Cẩn sáng tác năm 1943. Mô tả hình ảnh người cháu gái 8 tuổi của họa sĩ, bức tranh được coi là một trong những tác phẩm xuất sắc nhất của Trần Văn Cẩn cũng như là một trong những đại diện tiêu biểu của tranh chân dung Việt Nam thế kỷ 20. Bức tranh đã được công nhận là Bảo vật quốc gia bởi Thủ tướng vào năm 2013.

## Mô tả
Em Thúy là chân dung chính diện một em bé gái 8 tuổi  ngồi trên ghế mây, hai tay đặt trên đùi và mặc quần áo ở nhà đơn giản màu trắng. Em bé có mái tóc ngắn, hai con mắt mở to trong sáng cùng nét mặt thơ ngây.. Nhân vật chính trong tác phẩm là bà Nguyễn Minh Thúy sinh năm 1935, cháu ruột gọi bằng bác của họa sĩ Trần Văn Cẩn
Bà Minh Thúy qua đời vào tối ngày 9 tháng 7 năm 2024 tại Hà Nội, hưởng thọ 89 tuổi.

## Lịch sử
Họa sĩ Trần Văn Cẩn là một trong những đại diện hàng đầu của Hội họa Việt Nam đầu thế kỷ 20, ông tốt nghiệp thủ khoa Cao đẳng Mỹ thuật Đông Dương năm 1937. Trong Chiến tranh thế giới thứ hai, ngoài thời gian đi sáng tác, họa sĩ thường sống với gia đình người họ hàng tại phố Hàng Cót, Hà Nội. Trong gia đình, ông quý nhất người cháu gái tên là Minh Thúy, vì vậy họa sĩ đã vẽ tặng người cháu một bức chân dung vào năm 1943 với tựa đề đơn giản, Em Thúy, khi đó Minh Thúy lên 8 tuổi.
Sau khi quân Pháp quay lại chiếm Hà Nội, gia đình em Thúy đi tản cư mà không mang theo bức tranh. Tới khi họ quay về thì bức tranh đã bị lấy trộm và gia đình phải bỏ tiền ra chuộc lại bức tranh từ một người buôn tranh, ông này trước đó tìm thấy Em Thúy tại nhà một người thợ cạo. Cuối cùng Em Thúy được họa sĩ Trần Văn Cẩn tặng lại cho Bảo tàng Mỹ thuật Việt Nam. Ngoài bức chân dung vẽ Minh Thúy năm 8 tuổi, họa sĩ Trần Văn Cẩn còn có một bức tranh khác vẽ Thúy lúc cô 24 tuổi.
Trải qua hơn 60 năm, bức tranh bắt đầu rơi vào tình trạng xuống cấp, năm 2003 Em Thúy được đề nghị đưa ra nước ngoài để bảo quản phục chế nhưng Bộ Văn hóa không đồng ý. Một năm sau đó bức tranh được giao cho chuyên gia phục chế người Úc Caroline Fry tiến hành phục chế tại Bảo tàng Mỹ thuật Việt Nam. Theo đánh giá của Fry thì sau khi phục chế bức tranh có thể duy trì tình trạng tốt trong khoảng 20 năm. Bức tranh được chính thức bàn giao cho Bảo tàng Mỹ thuật ngày 28 tháng 6 năm 2004.

## Đánh giá
Em Thúy được coi là một trong những tác phẩm tranh chân dung thành công nhất của mỹ thuật Việt Nam thế kỷ 20. Theo nhà phê bình Thái Bá Vân, hình tượng cô bé trong Em Thúy phản ánh thế giới nội tâm của Trần Văn Cẩn vào những năm 1940 khi họa sĩ mang nhiều nỗi niềm trước công cuộc Âu hóa ở Việt Nam. Theo người phục chế bức tranh là Caroline Fry thì Em Thúy thể hiện một gương mặt giản dị nhưng đáng yêu, hiện thân của tuổi trẻ, với đôi mắt đầy tin tưởng như muốn giao tiếp với mọi người, bức tranh cũng thể hiện ảnh hưởng từ phong cách dùng bố cục không đối xứng của họa sĩ người Pháp Henri Matisse.
Lấy cảm hứng từ Em Thúy, một người Anh là Paul Zetter đã sáng tác bản nhạc Khúc minuet dành cho Em Thúy (Little Thúy Minuet), cũng chính ông là người đã giúp mời Caroline Fry bảo quản phục chế lại Em Thúy.